# 奇米德道尔吉·冈卓力格
奇米德道尔吉·冈卓力格（1958年—），蒙古族，蒙古國后杭爱省大塔米爾縣人，蒙古人民黨政治人物。

## 生平
冈卓力格1958年生于大塔米尔县。1981年自乌克兰苏维埃社会主义共和国顿涅茨克州顿涅茨克大学获得经济学学位。1997年和1999年，在澳大利亚国立大学学习以获得更高学位。1986年至1990年，冈卓力格在国家计划委员会和国家经济委员会工作。随后，在国家发展局（National Development Board）担任专家一年左右。1992年至1996年，任政府外国贷款和援助协调委员会书记。1996年起，担任蒙古国对外关系部某部门副主任。
2000年8月至2004年9月，担任蒙古国工业和贸易部部长。2003年12月，时任蒙古国工业和贸易部部长的冈卓力格曾赴中国访问，先后到访北京国家质检总局以及甘肃省等处。2000年11月，进入蒙古人民革命党小呼拉尔。在2004年6月的国家大呼拉尔选举中，冈卓力格在后杭爱省第1选区失利。但在2004年12月，被任命为蒙古国财政部副部长，一直任至2007年12月。此后，他出任蒙古－俄罗斯“Erdenet（额尔登特）”铜采选企业董事。2007年10月，冈卓力格再度入选蒙古人民革命党小呼拉尔。